# Tjaardervaart
De Tjaardervaart (Fries en officieel: Tsjaarder Feart) is een vaart in de Friese gemeente Leeuwarden.
De twee kilometer lange vaart loopt van Tjaard in noordelijke richting langs de Rijksweg 32 en de Tsjaerderdyk en sluit  in Wirdum aan op de Wirdumervaart. 
Aan de Tjaardervaart bij Wirdum was van 1891 tot 1965 een coöperatieve zuivelfabriek gevestigd.